# Лимбуш
Лимбуш (словен. Limbuš) је насељено место у општини Марибор, Подравска регија, Словенија.

## Историја
До територијалне реорганизације у Словенији био је у саставу старе општине Марибор.

## Становништво
У попису становништва из 2011. године, Лимбуш је имао 2.040 становника.
| Број становника према пописима | Број становника према пописима | Број становника према пописима |
| ------------------------------ | ------------------------------ | ------------------------------ |
| 1991                           | 2002                           | 2011                           |
| 1.937                          | 1.974                          | 2.040                          |

Напомена: Године 1998. увећан за део насеља Храстје.